# Учебный воздухоплавательный парк

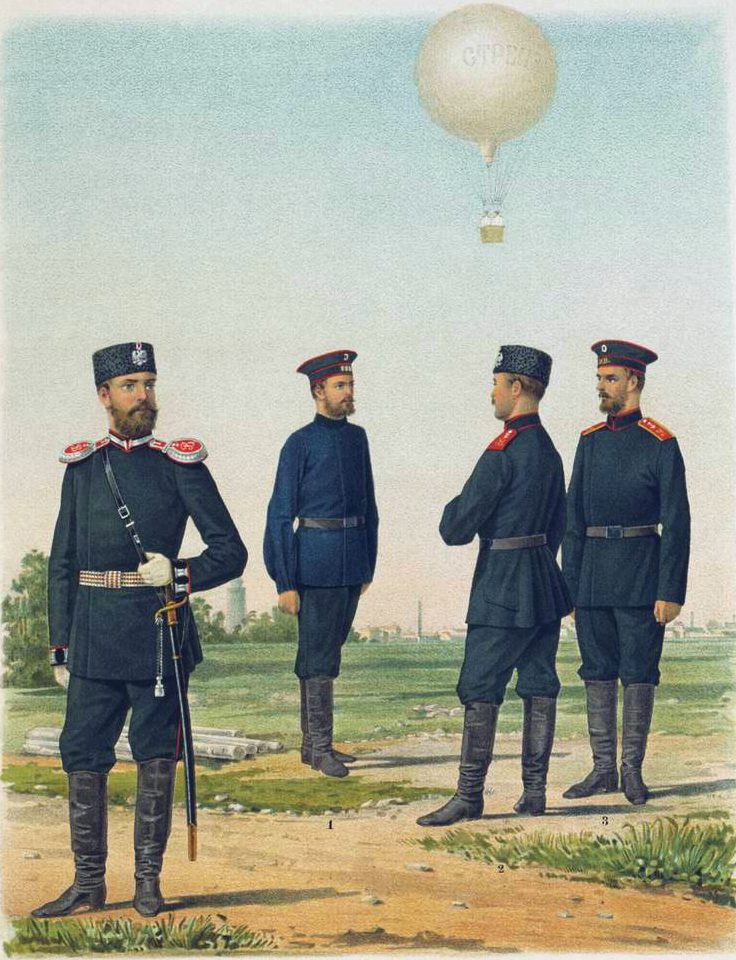
Обер-офицер (парадная форма), под № рядовые: № 1 (в рубахе) № 2 (в парадной форме) № 3 (в обыкновенной форме) воздухоплавательного парка, 1890 год, на заднем плане воздушный шар «Стрехъ».

Подъём воздушного шара в УВП, Санкт-Петербург, 1905 г.

Учебный воздухоплавательный парк (УВП) /февраль 1885 − 1910/ — военное учебное заведение Вооружённых сил Российской империи в окрестностях Санкт-Петербурга (Волкова деревня), для подготовки аэронавтов-офицеров воздухоплавательных частей.

## Предыстория
22 декабря 1884 года (г.) видный русский реформатор и военный министр генерал П. С. Ванновский выступил на Военном совете: «… Государь Император, признавая необходимым предоставить … средства для основательной разработки вопросов по развитию у нас и применению к военным целям воздухоплавания, голубиной почты и различных систем вышек, высочайше повелеть соизволил:
— Организовать особый фонд …;
— Расходование этой суммы производить с разрешения Военного Министра …;
— Кадровую команду аэронавтов образовать …»
В декабре 1884 года в России при Главном Инженерном Управлении под председательством заведующего Гальванической (впоследствии — Электротехнической) частью генерал-майора М. М. Борескова была создана «Комиссия по применению воздухоплавания, голубиной почты и сторожевых вышек к военным целям». Секретарем-делопроизводителем её был назначен поручик А. М. Кованько, ранее окончивший Николаевское инженерное училище.

## Воздухоплавательная команда
По заключению этой комиссии в феврале 1885 г. была сформирована Воздухоплавательная команда — первое в русской армии регулярное подразделение такого рода — под началом поручика А. М. Кованько. Команда состояла из двух унтер-офицеров и 20 рядовых. В 1887 г. в команде было уже 6 офицеров и 51 солдат. Офицеры обучали солдат гимнастике, телеграфной азбуке, фотографии, обращению с телефонами, устройству воздушных шаров, наполнению их газом, приготовлению сигнальных шаров из пергаментной бумаги, обращению с газодобывающей установкой и паровой лебёдкой.
Военно-воздухоплавательную команду расквартировали к югу от Волковой Деревни, на Волковом поле, в старых казармах испытального артиллерийского полигона.
6 октября 1885 года был совершён первый успешный перелёт из Волкова в Новгород на французском воздушном шаре. Экипаж состоял из 3 человек под командованием поручика Александра Кованько, основателя и главы авиационной команды. Отсюда впервые поднялись в воздух 2 воздушных шара «Орёл» и «Сокол».
18 мая 1886 г. первую опытную воздушную съемку осуществил над С.-Петербургом А. М. Кованько. Этим было положено начало развитию воздушного фотографирования в нашей стране. Первый фотоснимок Кованько получил с высоты 800 м, второй — с 1200 м; оба — при наклонном положении оптической оси обыкновенного раздвижного фотоаппарата с простым моментальным затвором и форматом снимка 12 X 16 см. Третий снимок был произведен над Петропавловской крепостью с высоты 1350 м при приближенно отвесном положении оптической оси камеры.
На территории Воздухоплавательного парка была 1-я голубиная станция. Почтовых голубей применяли при полётах аэростатов и дирижаблей на дальние расстояния, чтобы проинформировать о случившемся ЧП. И даже на первые полёты самолётов тоже брали голубей.

## Учебный воздухоплавательный парк
В апреле 1887 г. Воздухоплавательная команда была переименована в Учебный кадровый воздухоплавательный парк, а в мае 1890 г. утверждено положение о Воздухоплавательной части и приказом № 126 по военному ведомству от 14 июля 1890 г. сформирован Учебный воздухоплавательный парк. Так же стал называться и полигон, предназначенный для подготовки офицеров и рядовых воздухоплавательной службы. Здесь же проводились испытания «воздухоплавательных снарядов» − самолётов, производилось снаряжение для воздухоплавательных частей. Для этих целей были развернуты шаровая и сетевая мастерские, учебная голубиная станция, метеорологическая станция, механические мастерские и различные лаборатории.
С.-Петергбургская газета «Новое время» от 16 (3) мая 1901 года сообщала:
«1-го мая, по предложению председателя международной метеорологической комиссии доктора Гергезеля, из многих пунктов Западной Европы (Париж, Страсбург, Берлин, Мюнхен и др.), а также у нас из Петербурга, состоялся XVII международный полёт шаров без воздухоплавателей, а лишь с необходимыми самопишущими метеорологическими инструментами для автоматического записывания на различных высотах температуры, давления и влажности воздуха… Подъём шара проследовал ровно в 8 часов утра, со двора учебного воздухоплавательного парка (на Волковом поле).»

Военнослужащие учебного воздухоплавательного парка участвовали на манёврах 1902—1903 гг. в Красном Селе, Бресте и Вильно где проверялись способы использования воздушных шаров в интересах артиллерии (разведка, корректировка огня) и для воздушной разведки (наблюдения). Убедившись в целесообразности применения привязных шаров, Военное министерство приняло решение создать специальные подразделения при крепостях в Варшаве, Новгороде, Бресте, Ковно, Осовце и на Дальнем Востоке, в составе которых имелось 65 воздушных шаров.
В начале XX века для хранения воздушных шаров и дирижаблей на поле был построен эллинг — массивное здание, завидев которое пассажиры Николаевской железной дороги определяли, что приближаются к ст. «Воздухоплавательный парк».
Военные воздухоплаватели осваивали здесь приёмы управления воздушными шарами, проводили опыты с привязными аэростатами, запускали шары—зонды. С этого аэродрома поднялся первый в России управляемый аэростат «Лебедь».
Все это время УВП (Учебным воздухоплавательным парком) руководил Александр Кованько, прошедший путь от поручика до генерал-лейтенанта. В 1904 г. в составе УВП была открыта Военная воздухоплавательная школа, с которой сотрудничали Д. И. Менделеев, Н. Е. Жуковский.
С.-Петергбургская газета «Новое время» от 18 июля 1907 года сообщала:
Пущенный 14 июля аэростат «Учебный воздухоплавательный парк» (1500 кубич. метров объемом) поле 5 часов полёта благополучно опустился южнее Ладожского озера, в 40 вер. от станции Войбакала, Вологодской ж.д., Новоладожского уезда, Петербургской губ. Воздухоплаватели (кап. Агапов, поруч. Черпаков, подпор. Самойло и Уманец) по прямой линии пролетели около 85 вер., достигнув наивысшей точки на 2 050 метр., при наименьшей температуре +5 С.

До сих пор в области поощрения частного воздухоплавания у нас не сделано ровно ничего. Воздухоплавание сосредоточено исключительно в области применения его в военных целях; так, у нас при Главном инженерном управлении существует воздухоплавательный отряд. Затем есть у нас учебный воздухоплавательный парк, являющийся школой русского военного воздухоплавания. Дальше мы не идем.— В. Корн, "Русский аэроклуб",Воздухоплаватель, 1907 г., № 12.
К изготовлению дирижаблей в Российской империи приступили в 1908 году в это же время здесь прошёл первый полёт российского дирижабля «Учебный». Военные воздухоплаватели осваивали здесь приёмы управления воздушными шарами и проводили опыты с привязными аэростатами, в августе 1909-го отсюда поднялся ввысь первый в России управляемый аэростат «Лебедь».
К осени 1909 г. УВП получил разрешение от Министерства императорского двора на устройство аэродрома для испытаний и полётов аэропланов. В 1909 г. Инженерное ведомство предложило начальнику учебного воздухоплавательного парка генерал-майору А. М. Кованько построить 5 аэропланов. Вскоре на отведенном участке были построены два ангара, и 22 сентября в них разместили для достройки аэропланы, которые строились в парке на Волковом поле.

«…во исполнение сего ГИУ заказало во Франции аэропланы бр. Райт и Вуазен… и вместе с тем приобрело 7 бензиновых моторов для постановки их на аэропланах и для испытания пригодности для таких аппаратов моторов различных типов. Постройка пяти аэропланов в Учебном воздухоплавательном парке заканчивается, и предстоящей осенью аэропланы эти будут испробованы полетом на Гатчинском военном поле…»— Доклад начальника Главного инженерного управления инженер-генерала Н.Ф. Александрова в Военный совет.
В 1910 г. Учебный воздухоплавательный парк был переформирован в Офицерскую воздухоплавательную школу с авиационным и воздухоплавательным отделениями.
30 июля этого же года с УВП стартовал первый Российский дирижабль «Кречет».

### Состав
- управление
- офицерский класс
- унтер-офицерский класс
- шаровая мастерская
- сетевая мастерская
- учебная голубиная станция
- метеорологическая станция
- механические мастерские
- различные лаборатории
  - лаборатория, оборудованная аэродинамической трубой[5]

## После 1917 года

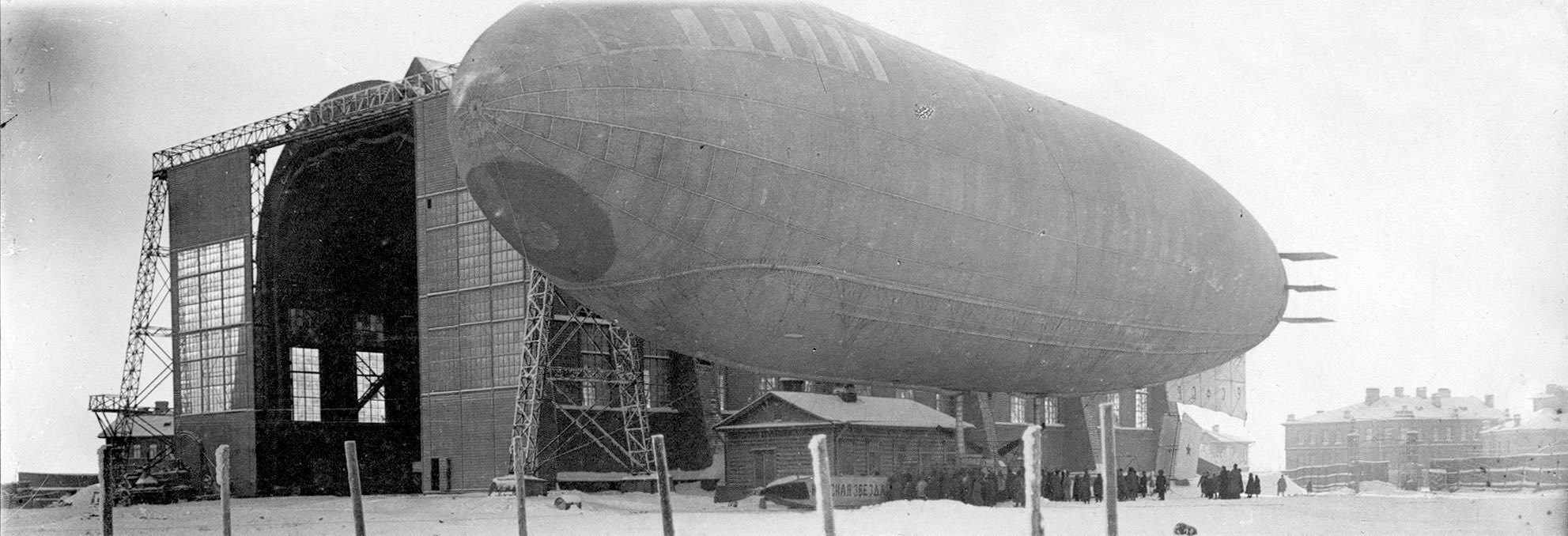
Дирижабль «Красная Звезда» у эллинга на Волковом поле (1921 год).

После октября 1917 г. А. М. Кованько был снят с должности, а на аэродроме была создана Высшая военная воздухоплавательная школа. Здесь готовили командный состав воздухоплавателей и пилотов дирижаблей для Рабоче — крестьянской Красной армии. В советское время испытания продолжались: в 1923 году усилиями Высшей военно-воздухоплавательной школы был построен и запущен в воздух дирижабль «VI Октябрь». Школа была расформирована в 1926 г., а территория Воздухоплавательного парка была отдана военной части, занимавшейся ремонтом авиационной техники. В память об этом была названа ж.д. платформа «Воздухоплавательный парк» и улица Воздухоплавательная. На здании бывшей Воздухоплавательной школы (ул. Парковая 7) имеются мемориальные доски, посвященные 100-летию УВП (1885—1985) и в честь столетия П. Н. Нестерова (1887—1914), окончившего Воздухоплавательную школу в 1912 году.
После того как в 1926 году была ликвидирована военно-воздухоплавательная школа, а бывший пустырь начал зарастать промышленными постройками, эллинг куда-то исчез. Сохранилось здание бывшей кузницы, в которой строились как аэростаты и дирижабли, так и первые самолёты, которые были разработаны российскими офицерами воздухоплавательной школы. Примерно в 1923—1926 годах на территории Воздухоплавательного парка была уничтожена церковь Ильи Пророка.
Во время Великой Отечественной войны на территории ул. Парковой дом № 7 помимо ремонта авиадвигателей располагался цех по ремонту и восстановлению знаменитых «Катюш».
Значение Учебного воздухоплавательного парка для развития российской науки и военного дела трудно переоценить. Именно здесь проводились опыты по первым русским самолётам и парашютам, были организованы систематические исследования атмосферы с помощью аэростатов (честь рождения аэрологии как науки принадлежит России; её основателем является преподаватель Учебного воздухоплавательного парка и профессор Михайловской артиллерийской академии М. М. Поморцев).

## Нагрудный знак

полковник С. А. Ульянин, виден нагрудный знак.

Учрежден 24 февраля 1896 г.. Представляет собой серебряный венок из лавровых и дубовых листьев, на который в верхней части наложен серебряный государственный герб и ниже серебряные же скрещенные топоры, поверх которых золотая эмблема воздухоплавательных частей инженерных войск. Высота знака 49 мм, ширина 38.5 мм. Право на ношение знака имели офицеры, закончившие офицерские классы УВП. Знак носится на левой стороне груди на мундире, вицмундире, сюртуке, кителе по середине расстояния от талии до воротника.
Знак мог носиться в качестве полкового знака чинами Учебного воздухоплавательного парка.
Объединённый знак учебного воздухоплавательного парка и военно-электротехнической школы. Учрежден 4 февраля 1897 г. Представляет собой серебряный венок из лавровых и дубовых листьев, на который в верхней части наложен серебряный государственный герб и ниже серебряные же скрещенные топоры. В нижней части знака наложены золотые эмблема воздухоплавательных частей инженерных войск и скрещенные молнии. Высота знака 41 мм, ширина 33 мм. Право на ношение знака имеют офицеры, закончившие по первому разряду офицерские классы Военно-электротехнической школы и офицерские классы Учебного воздухоплавательного парка. Знак носится на левой стороне груди на мундире, вицмундире, сюртуке, кителе по середине расстояния от талии до воротника. Весьма своеобразный знак. Он не использовался в качестве полкового знака для чинов Электротехнической школы или Учебного воздухоплавательного парка. Этот знак могут носить только офицеры, причем, прошедшие курсы обучения на отлично в двух учебных заведениях — Военно-электротехнической школе и Учебном воздухоплавательном парке.

## Память

### В поэзии
- Александр Кушнер, «Воздухоплавательный парк» (1962)
- Александр Городницкий, «Воздухоплавательный парк» (1972)

### В названиях
- Воздухоплавательная улица
- Воздухоплавательный парк (платформа)